# 고만국
가오왕궈(高萬國, 중국어: 高万国, 중국조선어: 고민국, 1984년 6월 17일 ~ )는 조선족 축구 지도자이다.
중국 갑급리그의 선양 둥진에서 뛰었었으며, 1998년, 고만국은 상하이 선화에서 브라질 유학에 선발하여 파견된 유일한 1명의 지린적 선수가 되었다.